# Imposto Territorial Rural
O Imposto sobre a Propriedade Territorial Rural (ITR) é um imposto federal brasileiro, previsto no artigo 153, VI, da Constituição Federal.
O Imposto Territorial Rural é pago por todo contribuinte, pessoa física ou jurídica, que possui imóvel rural, localizado fora do perímetro urbano de um município. A alíquota utilizada varia com a área da propriedade e seu grau de utilização.

## Características
O fato gerador do Imposto Territorial Rural ocorre quando há o domínio útil ou a posse do imóvel, localizado fora do perímetro urbano do município.
Os contribuintes do imposto podem ser o proprietário do imóvel (tanto pessoa física quanto pessoa jurídica), o titular do seu domínio útil ou o seu possuidor a qualquer título. A alíquota utilizada varia com a área da propriedade e seu grau de utilização.
Quanto maior a propriedade, maior o imposto a ser pago. Propriedades produtivas, exploradas com atividades de agricultura ou pecuária, pagam menos imposto. No cálculo do valor do imposto são excluídas as áreas de proteção ambiental.
A base de cálculo é o valor da terra sem qualquer tipo de benfeitoria ou beneficiamento (inclusive plantações), ou seja, é o valor da terra nua. O pagamento do imposto deve ser comprovado no caso de transferência da propriedade ou obtenção de financiamentos.
A função do ITR é extrafiscal. Funciona como instrumento auxiliar de disciplinamento do poder público sobre a propriedade rural. Parte da receita vai para o município arrecadador e estado, na proporção variável, conforme o ente fiscalizador atuante for mais expressivo, ou seja, quem fiscaliza leva o maior pedaço do Imposto.
Na década de 1990 o ITR foi bem utilizado como ignitor de política pública: o ITR passou a ser muito maior para propriedades não-produtivas. Essa medida ajudou a acabar com o "latifúndio improdutivo" (grandes propriedades que nada produziam, e serviam como reserva financeira ou para especulação). Os latifúndios improdutivos eram uma realidade secular no Brasil, sendo bandeira de luta política e militância. O ITR mais alto fez com que o latifúndio improdutivo deixasse de ser interessante economicamente. Este foi um dos motivos do recente "boom" do agronegócio brasileiro a partir da década de 1990.
Ao contrário do IPTU, que é lançado pelas prefeituras, cabe ao proprietário rural lançar o valor de sua propriedade no ITR, ou seja, ele paga em cima daquilo que declara - o formulário preenchido é semelhante ao imposto de renda. Caberia ao Poder Executivo verificar se a declaração é verdadeira ou não. Segundo o estudo divulgado pelo Ipea, o valor pago pelos donos da terra em 2006 foi de R$ 300 milhões, sobre um total de R$ 141,1 bilhões de tributos arrecadados incidentes sobre a propriedade e renda do capital.